# مقاطعة فريمونت (أيداهو)
مقاطعة فريمونت (بالإنجليزية: Fremont County)‏ هي إحدى مقاطعات ولاية أيداهو في الولايات المتحدة الأمريكية؛ وسُميت تكريماً للمستكشف الأمريكي جون سي. فريمونت، الذي ساهم بشكل كبير في استكشاف المناطق الغربية من الولايات المتحدة في القرن التاسع عشر. تعد المقاطعة واحدة من الوجهات الطبيعية الرئيسية في ولاية أيداهو، بفضل تضاريسها المتنوعة والغنية بالمناظر الطبيعية.

## الجغرافيا
تقع مقاطعة فريمونت في الجزء الشمالي الشرقي من ولاية أيداهو، وتحدها من الشرق ولاية وايومنغ. تتميز المقاطعة بتضاريس جبلية وغابات كثيفة، بالإضافة إلى الأنهار والبحيرات التي تجعل منها منطقة جذابة للمغامرات الخارجية. الجزء الأكبر من أراضي المقاطعة يقع ضمن غابة تارجهي الوطنية (Targhee National Forest) ، التي تعد أحد الوجهات المفضلة لعشاق الأنشطة البيئية مثل التخييم، المشي لمسافات طويلة، والصيد.

## السكان
وفقاً لتعداد الولايات المتحدة لعام 2020، بلغ عدد سكان مقاطعة فريمونت حوالي 13,388 نسمة. المقاطعة تتميز بتوزيع سكاني منخفض الكثافة، مما يساهم في الحفاظ على طابعها الريفي والجمالي. من أبرز المدن في المقاطعة سانت أنتوني، التي تعد مركز المقاطعة، وآيلاند بارك، وهي وجهة مشهورة للسياحة الصيفية والأنشطة الخارجية. يعتمد السكان بشكل كبير على الزراعة والسياحة كمصدر رئيسي للدخل.

## الاقتصاد
يعتمد اقتصاد مقاطعة فريمونت بشكل رئيسي على الزراعة، حيث تشتهر بإنتاج المحاصيل مثل الحبوب، البطاطس، وتربية الماشية. كما تعد السياحة أحد الأعمدة الرئيسية للاقتصاد المحلي، خصوصًا في فصلي الصيف والشتاء، حيث يقصدها الزوار من مختلف أنحاء البلاد للاستمتاع بالأنشطة الطبيعية مثل التخييم، التزلج، وصيد الأسماك. المناطق الطبيعية مثل منتزه هنريز ليك وغابة تارجهي الوطنية تعتبر من أبرز المعالم السياحية في المنطقة.

## المعالم الرئيسية
- غابة تارجهي الوطنية: توفر فرصًا رائعة لاستكشاف الطبيعة وممارسة الأنشطة الخارجية.
- حديقة هنريز ليك الحكومية: بحيرة جبلية شهيرة لصيد الأسماك والتخييم.
- طريق يلوستون السريع: يعبر المقاطعة ويربطها بمنتزه يلوستون الوطني، مما يجعلها بوابة للزوار.[9]